# Gussola

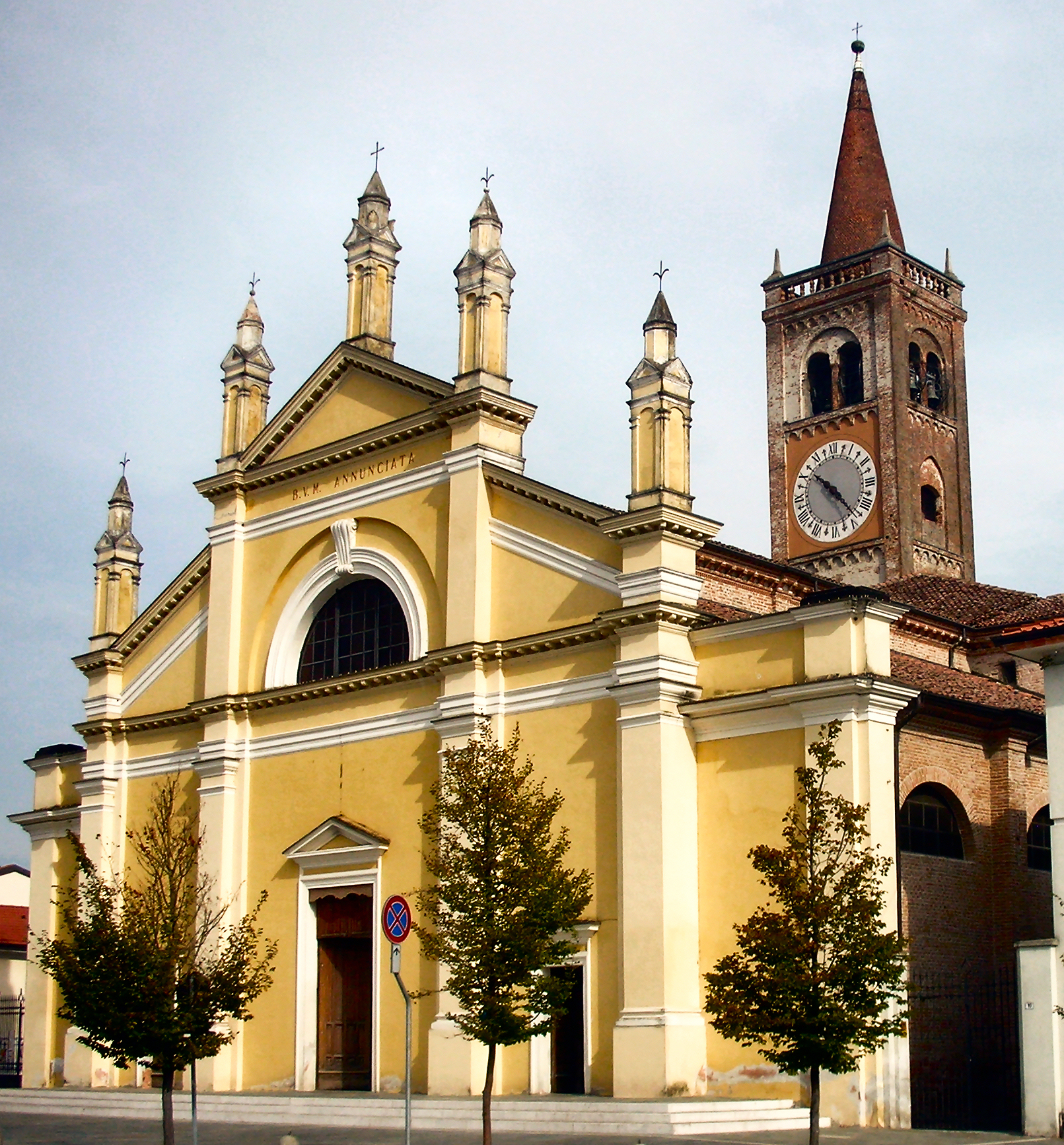
Kirche Beata Vergine Annunziata

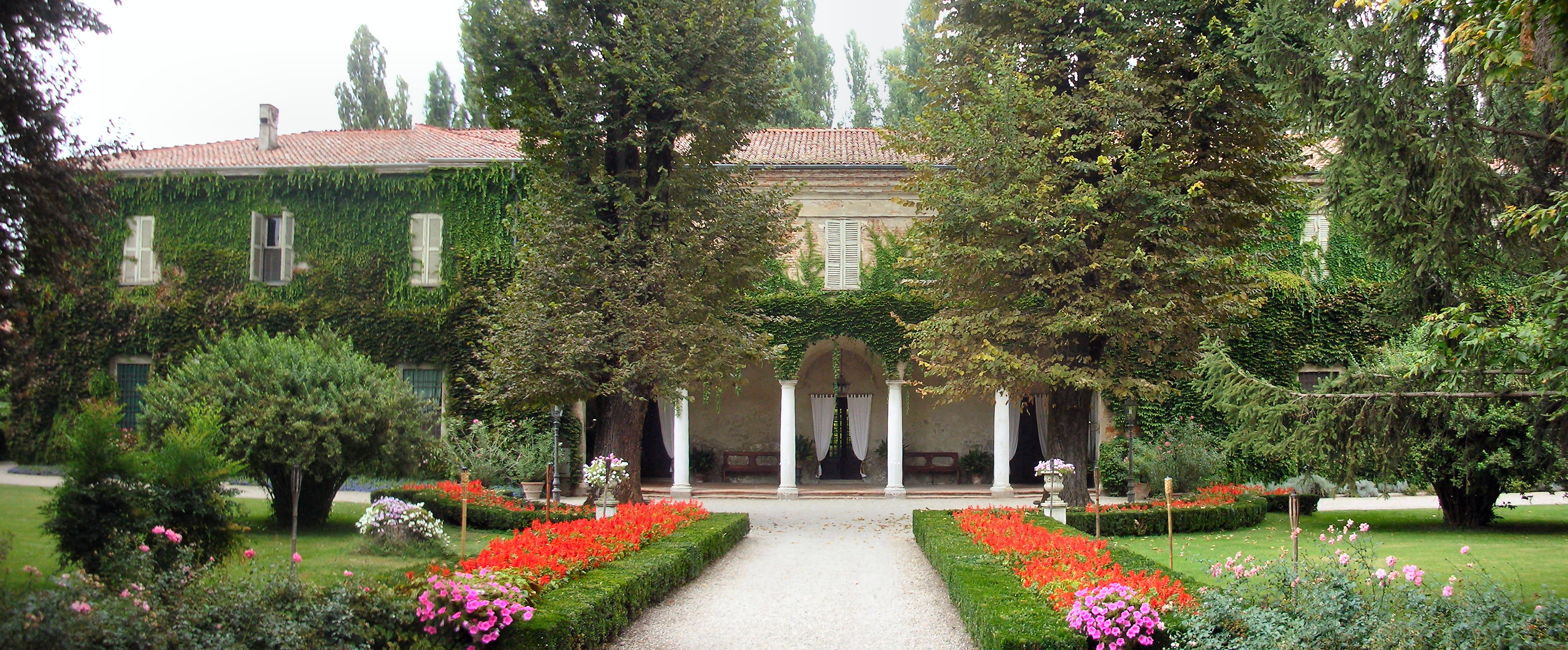
Villa Ferrari

Gussola ist eine norditalienische Gemeinde (comune) mit 2658 Einwohnern (Stand 31. Dezember 2023) in der Provinz Cremona in der Lombardei. Die Gemeinde liegt etwa 29 Kilometer südöstlich von Cremona und grenzt unmittelbar an die Provinz Parma. Die südliche Gemeindegrenze bildet der Po.

## Persönlichkeiten
- Angelo Bergamonti (1939–1971), Motorradrennfahrer